# Chiloé (wyspa)
Chiloé (hiszp. Isla Grande de Chiloé) – wyspa na Oceanie Spokojnym w archipelagu Chiloé, położona u środkowego wybrzeża Chile w regionie administracyjnym Los Lagos. Jej powierzchnia wynosi ok. 8,4 tys. km², jest drugą pod względem wielkości wyspą Chile i piątą w całej Ameryce Południowej. Liczba mieszkańców: 154,8 tys. (2002). Głównym miastem i portem na wyspie jest Ancud (39,9 tys.). Inne ważniejsze miasta to: Castro (39,4 tys.) i Quellón (21,8 tys.).

## Historia
Pierwszymi mieszkańcami Chiloé byli Indianie Chono – budowniczowie łodzi dalca i mistrzowie żeglarstwa – w czasach kolonizacji europejskiej ich potomkowie służyli Hiszpanom za przewodników po fiordach chilijskich wybrzeży. W kolejnych wiekach na wyspie osiadlały się plemiona Mapuczów i Huiliche. Pierwszym Europejczykiem, który dotarł na wyspę był w 1540 roku Alfonso de Camargo. Zastał on tu ludność złożoną z Chono i Mapuczów, mieszkającą w rozproszonych wioskach wzdłuż wybrzeży. Podstawą gospodarki tubylców było rybołówstwo i rolnictwo. Uprawiano kukurydzę oraz rodzime warzywo tego regionu – ziemniaki, które wkrótce potem za sprawą kolonizatorów rozprzestrzeniły się prawie na cały świat (chociaż z różnym tempem – w Polsce nie były popularne aż do XIX wieku).
W 1567 roku Hiszpanie oficjalnie zaanektowali wyspę i nazwali ją Nową Galicją (Nueva Galicia). W kolejnych latach wykorzystywali rdzenną ludność do niewolniczej pracy w ramach tzw. encomiendas. Była to forma poddaństwa, polegająca na tym, że Indianie pracowali za darmo w hołdzie dla hiszpańskiej królowej. W 1598 roku doszło jednak do buntu Mapuczów z położonych na kontynencie osad Carelmapu i Calbuco. Hiszpańscy uciekinierzy przed rebelią schronili się na wyspie i założyli tu miasta, gdzie (podobnie jak Indianie) żyli przez następne lata w skrajnym ubóstwie. 
W czasach walki o niepodległość Chile w XIX wieku mieszkańcy wyspy opowiedzieli się po stronie Hiszpanii. Schronił się tu hiszpański gubernator i zaoferował nawet wyspę Brytyjczykom, żeby nie wpadła w ręce zwolenników niepodległości. Spotkał się jednak z odmową i w 1826 roku Chiloé została włączona do nowo powstałego państwa chilijskiego. Miejscowa ludność do dziś zachowuje odrębną kulturę i posługuje się charakterystycznym dla tego regionu dialektem, łączącym w sobie cechy XVI-wiecznej hiszpańszczyzny z wpływami języków indiańskich. Głównymi gałęziami gospodarki jest rolnictwo, rybołówstwo i eksploatacja lasów.

## Drewniane kościoły Chiloé

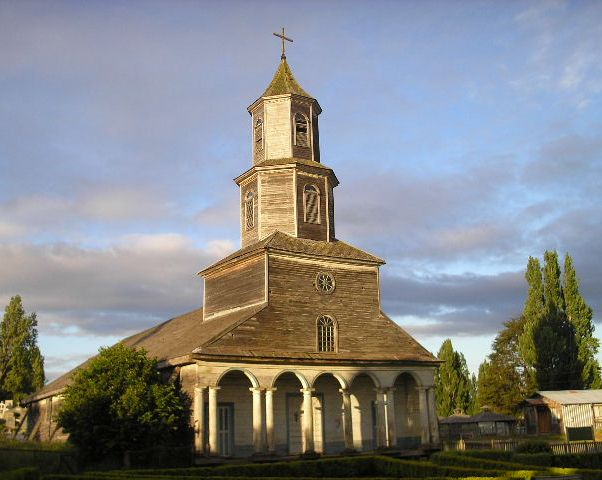
Drewniany kościół Iglesia de Nercón

Na wyspie Chiloé i sąsiednich wysepkach zachował się szereg jezuickich kościołów, wznoszonych z drewna w XVII i XVIII wieku, tj. w czasach izolacji wyspy po buncie Mapuczów. W 2000 roku szesnaście z istniejących tu kościołów zostało wpisanych na listę światowego dziedzictwa UNESCO.

## Park Narodowy Chiloé
W zachodniej części wyspy utworzono w 1983 roku Park Narodowy Chiloé. Typową roślinnością są tu lasy złożone z sosen i wiecznie zielonych bukanów. Żyje tu też blisko 100 gatunków ptaków. Na wybrzeżach Oceanu Spokojnego ciągną się piaszczyste wydmy.
W parku do dziś mieszkają dawni mieszkańcy regionu - Indianie z plemienia Huiliche.